# Metalia kermadecensis
Metalia kermadecensis är en sjöborreart som beskrevs av Baker och Ross Robert Mackerras Rowe 1990. Metalia kermadecensis ingår i släktet Metalia och familjen lyrsjöborrar. Inga underarter finns listade i Catalogue of Life.